# Lifan Lotto
Lifan Lotto (乐途) — семиместный компактвэн производства Lifan Group.

## Описание
Продажи Lifan Lotto дебютировали в июле 2015 года. Изначально его цены варьировались от 40800 до 43800 юаней, а позднее были скорректированы в диапазоне от 35800 до 59800 юаней.

## Технические характеристики
Lifan Lotto оснащается 1,2-литровым двигателем мощностью 84 л. с. и крутящим моментом 108 Н⋅м или же 1,5-литровым четырёхцилиндровым бензиновым двигателем мощностью 109 л. с. и крутящим моментом 145 Н⋅м. Каждый двигатель сочетается в паре с пятиступенчатой механической или же автоматической трансмиссией.